# (8450) Егоров
(8450) Егоров (лат. Egorov) — типичный астероид главного пояса, открыт 19 августа 1977 года советским астрономом Николаем Черных в Крымской астрофизической обсерватории и 28 марта 2002 года назван в честь математика и механика Всеволода Егорова.

## Обнаружение и именование
(8450) Егоров
Открыт 19 августа 1977 года в Крымской астрофизической обсерватории Н. С. Черных.
Всеволод Александрович Егоров (1930—2001) был одним из основоположников современной теории динамики космического полёта. Один из ведущих исследователей Института прикладной математики им. Келдыша и профессор Московского университета. Был пионером в изучении траекторий полёта от Земли до Луны.
Оригинальный текст (англ.)8450 Egorov
Discovered 1977 Aug. 19 by N. S. Chernykh at the Crimean Astrophysical Observatory.
Vsevolod Aleksandrovich Egorov (1930—2001) was one of the founders of the modern theory of the space flight dynamics. One of the leading researchers at the Keldysh Institute of Applied Mathematics and a professor at Moscow University, he was a pioneer in studying trajectories from the earth to the moon.
Источники: 20020328/MPCPages.arc; M.P.C. 45232.

## Орбита

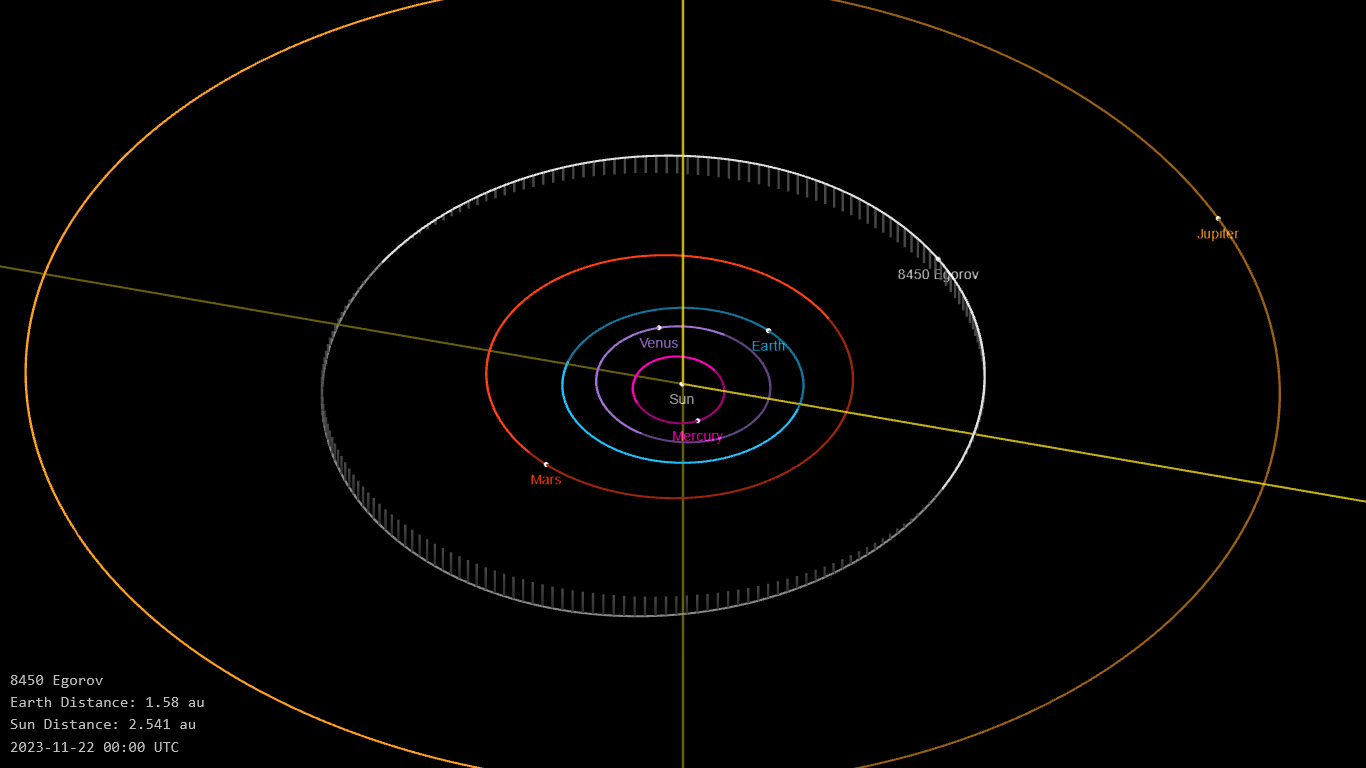
Орбита астероида Егоров и его положение в Солнечной системе

## Физические характеристики
Из результатов второго этапа спектроскопической съёмки малых астероидов главного пояса (Small Main-belt Asteroid Spectroscopic Survey, SMASSII) следует, что астероид относится к таксономическому классу C.
По результатам наблюдений в инфракрасном диапазоне спутника Akari и наблюдений в видимом и ближнем инфракрасном диапазоне космического телескопа NEOWISE диаметр астероида сначала оценивался равным 14,41±1,11 км, позже — 11,19±2,61 км, 9,88±3,43 км, 13,227±3,880 км, 11,63±3,32 км, 12,53±3,08 км. Согласно тем же источникам альбедо оценивается как 0,065±0,010, 0,08±0,07, 0,08±0,06, 0,058±0,022, 0,069±0,083 и 0,059±0,041.